# Antypater z Sydonu
Antypater z Sydonu (stgr. Ἀντίπατρος ὁ Σιδώνιος Antipatros ho Sidonios; II wiek p.n.e.) – grecki poeta, sporządził listę najsłynniejszych budowli i najznamienitszych dzieł sztuki ówczesnego świata znanych później jako siedem cudów świata.
Meleager z Gadary zamieścił epigramaty Antypatra w powstałej około 60 p.n.e. antologii zatytułowanej Wieniec, zawierającej utwory własne i czterdziestu ośmiu najsłynniejszych poetów i poetek greckich.
Uprawiał różne gatunki epigramu. Często podejmował motywy opracowane już przez jego poprzedników, zwłaszcza Leonidasa z Tarentu. Część jego epigramów łączy się z osobą Pizona. Niektóre pozostają w związku z Augustem i dworem cesarskim.
W jego epigramach dochodzą do głosu echa wydarzeń historycznych, jak i również echa ówczesnego życia artystycznego.
Brak w jego twórczości epigramów erotycznych. Jeżeli już jakieś występowały to miały charakter satyryczny.
Najbardziej oryginalne z epigramów Antypatra były jego napisy nagrobne historyczne. Nie były one jednak przeznaczone do wyrycia na rzeczywistym grobie, miały jedynie charakter popisowy (epideiktyczny).
Charakterystyczne dla Antypatra były epigramy nagrobne w formie zagadek.